# Corona (musikgrupp)
Corona är en italiensk musikgrupp som spelar house- och eurodancebaserade låtar. Gruppen bildades runt 1993, och fick 1994 en världshit med låten "The Rhythm Of The Night", som fanns i albumet med samma namn. Låten blev först en megahit i Italien, men blev inte uppmärksammad utomlands förrän året efter. Gruppens ledsångare heter Olga Maria de Souza och är född i Brasilien.
Gruppen har även haft flera hits som bland annat "Baby Baby" och "Try Me Out".

## Diskografi
Singlar
- "The Rythym Of The Night" - (1994)
- "Baby Baby" - (1995)
- "Try Me Out" - (1995)
- "I Don't Wanna Be A Star" - (1995)
- "The Power Of Love" - (1997)
- "Walking On Music" - (1998)
- "Magic Touch" - (1998)
- "Good Love" - (2000)
- "Back In Time" - (2006)
- "I'll Be Your Lady" - (2006)
- "La Playa Del Sol" - (2007)

Album
- "The Rythym Of The Night" - (1994)
- "Walking On Music" - (1998)
- "And Me U" - (2000)